# SN 1973V
SN 1973V – supernowa typu II odkryta 24 grudnia 1973 roku w galaktyce MCG +09-18-102. W momencie odkrycia miała maksymalną jasność 17,00m.